# Drei Zinnen
Drei Zinnen è un film del 2017 diretto da Jan Zabeil.